# Paraleptomys
Paraleptomys — рід гризунів з Нової Гвінеї. Вважається частиною старих ендеміків Нової Гвінеї, що означає, що він був частиною першої хвилі мишоподібних гризунів, які колонізували острів.

## Морфологічні характеристики
Довжина голови й тулуба цих гризунів становить від 12 до 14 сантиметрів, хвіст — від 13 до 15 сантиметрів, а вага — від 34 до 58 грамів. Шерсть у них сіро-бура на спині і білувато-світло-сіра на череві.

## Середовище проживання та спосіб життя
Вони походять з Нової Гвінеї, а середовищем їх проживання є гірські ліси на висоті від 1800 до 2700 метрів над рівнем моря. Про їхній спосіб життя відомо небагато.